# Jyske mesterskab 1916-17 (fodbold)
Det jyske mesterskab i fodbold 1915-16 var den 19. udgave af turneringen om det jyske mesterskab i fodbold for herrer organiseret af Jysk Boldspils-Union. Turneringen blev for anden gang vundet af Randers Freja.
Vinderen af turneringen kvalificerede sig til Landsfodboldturneringen 1916-17.
Mesterskabet fra præget af diskvalifikationer og protester, som forstyrrede turneringsforløbet. Efter en protest erklærede JBU AGF som vinder af Sydkredsens Kreds 4. Men en ny protest fra Vejle BK til Dansk Boldspil-Union omgjorde den beslutning. I sydkredsens 5. kreds blev Vejen SF erklæret som vinder, efter at Esbjerg AK blev diskvalificeret.
Finalekampen mellem Randers Freja og Vejen SF endte uafgjort, hvorefter Randers Freja blev diskvalificeret for ikke at ville spille en ny kamp. Randers Freja fik dog medhold hos Dansk Boldspil-Union, så en ny finalekamp, som Randers Freja vandt 3-0, blev spillet tre måneder senere.

## Nordkredsen

### Kreds 1
| Nr | Hold              | K | V | U | T | Mf |   | Mi | +/- | P                                   |
| -- | ----------------- | - | - | - | - | -- | - | -- | --- | ----------------------------------- |
| 1  | Randers Freja (M) | 6 | 4 | 2 | 0 | 16 | – | 10 | +6  | 10Kvalificeret til kredssemifinaler |
| 2  | Aalborg Chang     | 6 | 3 | 2 | 1 | 28 | – | 7  | +21 | 8Kvalificeret til kredssemifinaler  |
| 3  | AaB [a]           | 6 | 1 | 1 | 4 | 6  | – | 12 | −6  | 3                                   |
| 3  | Viborg FF [a]     | 6 | 1 | 1 | 4 | 4  | – | 25 | −21 | 3                                   |

 K: Kampe spillet, V: Vundne kampe, U: Uafgjorte kampe, T: Tabte kampe, Mf: Mål for, Mi: Mål imod, +/-: Måldifference, P: Point

 
1. ^ Viborg FF udeblev fra kampen mod AaB i Aalborg og blev dømt som taber. AaB udeblev fra kampen mod Viborg FF i Viborg og blev dømt som taber.

### Kreds 2
| Nr | Hold             | K | V | U | T | Mf |   | Mi | +/- | P                                  |
| -- | ---------------- | - | - | - | - | -- | - | -- | --- | ---------------------------------- |
| 1  | Skive IK         | 4 | 3 | 0 | 1 | 0  | – | 0  | 0   | 6Kvalificeret til kredssemifinaler |
| 2  | Thisted IK       | 4 | 1 | 2 | 1 | 0  | – | 0  | 0   | 4                                  |
| 3  | Nykøbing Mors IF | 4 | 0 | 2 | 2 | 0  | – | 0  | 0   | 2                                  |

 K: Kampe spillet, V: Vundne kampe, U: Uafgjorte kampe, T: Tabte kampe, Mf: Mål for, Mi: Mål imod, +/-: Måldifference, P: Point

 

### Kreds 3
| Nr | Hold          | K | V | U | T | Mf |   | Mi | +/- | P                                  |
| -- | ------------- | - | - | - | - | -- | - | -- | --- | ---------------------------------- |
| 1  | Holstebro BK  | 4 | 4 | 0 | 0 | 0  | – | 0  | 0   | 8Kvalificeret til kredssemifinaler |
| 2  | Ringkøbing IF | 4 | 1 | 0 | 3 | 0  | – | 0  | 0   | 2                                  |
| 3  | Lemvig GF     | 4 | 1 | 0 | 3 | 0  | – | 0  | 0   | 2                                  |

 K: Kampe spillet, V: Vundne kampe, U: Uafgjorte kampe, T: Tabte kampe, Mf: Mål for, Mi: Mål imod, +/-: Måldifference, P: Point

 

### Kredssemifinaler
30/4 1915: Holstebro BK - Randers Freja Randers vandt

30/4 1915: Aalborg Chang - Skive IK 4 - 1

### Kredsfinale
6/5 1917: Randers Freja - Aalborg Chang 2 - 1. Spillet i Vejle.

## Sydkredsen

### Kreds 4
I den sidste kamp i Kreds 4 vandt Vejle BK 22. april 1917 på hjemmebane over AGF med 2-1. AGF protesterede over, at et mål blev annulleret i slutningen af kampen og fik 2. maj 1917 medhold af JBU, der dekreterede, at kampen sluttede uafgjort 2-2. Dermed gik AGF videre som kredsvinder og spillede 6. maj 1917 kredsfinale mod Vejen SF. Vejle protesterede dog til DBU, som gav Vejle medhold. Som vinder af Kreds 4 skulle Vejle derfor spille en ny kredsfinale mod Vejen. 

| Nr | Hold              | K | V | U | T | Mf |   | Mi | +/- | P                              |
| -- | ----------------- | - | - | - | - | -- | - | -- | --- | ------------------------------ |
| 1  | Vejle BK          | 6 | 5 | 0 | 1 | 23 | – | 12 | +11 | 10Kvalificeret til kredsfinale |
| 2  | AGF               | 6 | 4 | 1 | 1 | 13 | – | 8  | +5  | 9                              |
| 3  | Fredericia BK [a] | 6 | 1 | 1 | 4 | 11 | – | 19 | −8  | 3                              |
| 3  | Horsens fS [b]    | 6 | 1 | 0 | 5 | 8  | – | 16 | −8  | 2                              |

 K: Kampe spillet, V: Vundne kampe, U: Uafgjorte kampe, T: Tabte kampe, Mf: Mål for, Mi: Mål imod, +/-: Måldifference, P: Point

 
1. ^ Fredericia BK udeblev fra udekampene mod Horsens og AGF, og blev erklæret som taber af begge kampene.
2. ^ Horsens fS udeblev fra hjemmekampen mod Vejle, og blev erklæret som taber af opgøret.

### Kreds 5
| Nr | Hold           | K | V | U | T | Mf |   | Mi | +/- | P                             |
| -- | -------------- | - | - | - | - | -- | - | -- | --- | ----------------------------- |
| 1  | Vejen SF       | 6 | 3 | 2 | 1 | 0  | – | 0  | 0   | 8Kvalificeret til kredsfinale |
| 2  | Esbjerg AK [a] | 6 | 3 | 2 | 1 | 0  | – | 0  | 0   | 8Diskvalificeret              |
| 3  | Esbjerg B 98   | 6 | 3 | 0 | 3 | 0  | – | 0  | 0   | 6                             |
| 3  | Kolding IF     | 6 | 1 | 0 | 5 | 0  | – | 0  | 0   | 2                             |

 K: Kampe spillet, V: Vundne kampe, U: Uafgjorte kampe, T: Tabte kampe, Mf: Mål for, Mi: Mål imod, +/-: Måldifference, P: Point

 
1. ^ Esbjerg AK  skulle have spillet omkamp mod Vejen om førstepladsen i kredsen, men blev diskvalificeret for regelbrud.

### Kredsfinale
6/5 1917: Vejen SF - AGF 1 - 0
Resultatet blev annulleret, fordi Dansk Boldspil-Union erklærede Vejle BK som retmæssig vinder af Kreds 4 i stedet for AGF.
Omkamp
16/5 1917: Vejen SF - Vejle BK 4 - 3. Spillet i Fredericia.

## Finale
20/5 1917: Randers Freja - Vejen SF 2 - 2 e.f.s. Spillet i Vejle.
Vejen blev erklæret som vinder, da Randers Freja blev diskvalificeret af Jysk Boldspil-Union. Randers Freja havde afvist at spille omkamp samme dag, idet to spillere skulle nå et tog, så de kunne komme på arbejde dagen efter. Randers Freja fik dog medhold i en protest til DBU, og den 12. august 1917 blev finalen spillet om.
Omkamp
12/8 1917 Randers Freja - Vejen SF 3 - 0 (3 - 0). Spillet i Vejle.

## Øvrige kilder
- Alstrup, Aksel (1950-1953). "JBU-mesterskabernes fordeling". Jysk Fodbold i Fortid og Nutid - Bind 1 & 2. Odense: Jydsk Boldspil-Union, Østergaards Forlag. s. 88-92.
- Johannes Gandil (1939): Dansk fodbold, Sportsbladets forlag.